# Rhodesiella himalayensis
Rhodesiella himalayensis är en tvåvingeart som beskrevs av Cherian 1977. Rhodesiella himalayensis ingår i släktet Rhodesiella och familjen fritflugor. Inga underarter finns listade i Catalogue of Life.